# Tsonga jezik
Tsonga jezik (gwamba, shitsonga, thonga, tonga, xitsonga; ISO 639-3: tso), nigersko-kongoanski jezik centralne skupine pravih bantu jezika, kojim govori oko 3 669 000 ljudi, poglavito u Južnoafričkoj Republici 1 940 000 (2006.) i Mozambiku 1 710 000 (2006). U Svazilandu ga govori 19 000 (Johnstone 1993) i nešto u Zimbabveu uz mozambički granicu.
Tsonga ima nekoliko dijalekata: bila (vila), changana (xichangana, changa, shangaan, hlanganu, hanganu, langanu, shilanganu, shangana), jonga (djonga, dzonga) i ngwalungu (shingwalungu), luleke (xiluleke), gwamba (gwapa), hlave, kande, xonga, nkuma, songa, nhlanganu (shihlanganu).
U Južnoafričkoj Republici službeni jezik; pismo: latinica.
Oče naš (Tsonga):
Tata wa hina la nge matilweni,
vito ra wena a ri hlawuleke;
a ku te ku fuma ka wena;
ku rhandza ka wena a ku endliwe misaveni,
tanihi loko ku endliwa tilweni.
U hi nyika namuntlha vuswa bya hina bya siku rin'wana ni rin'wana;
u hi rivalela swidyoho swa hina,
tanihi loko na hina hi rivalela lava hi dyohelaka;
u nga hi yisi emiringweni,
kambe u hi ponisa eka Lowo biha,
Amen.

## Vanjske poveznice
- Ethnologue (14th)
- Ethnologue (15th)